# أرت بينينغتون
أرت بينينغتون (بالإنجليزية: Art Pennington)‏ هو لاعب كرة قاعدة كوبي، ولد في 18 مايو 1923 في ممفيس في الولايات المتحدة، وتوفي في 4 يناير 2017 في سيدار رابيدز في الولايات المتحدة.